# Conferencias Panamericanas
Las Conferencias Panamericanas, Interamericanas, o Internacionales Americanas, son una serie de reuniones de delegados, ministros de relaciones exteriores y presidentes de las naciones de América que se celebraron entre 1889 y 1954 dentro de las ideas y principios del panamericanismo.

## Orígenes

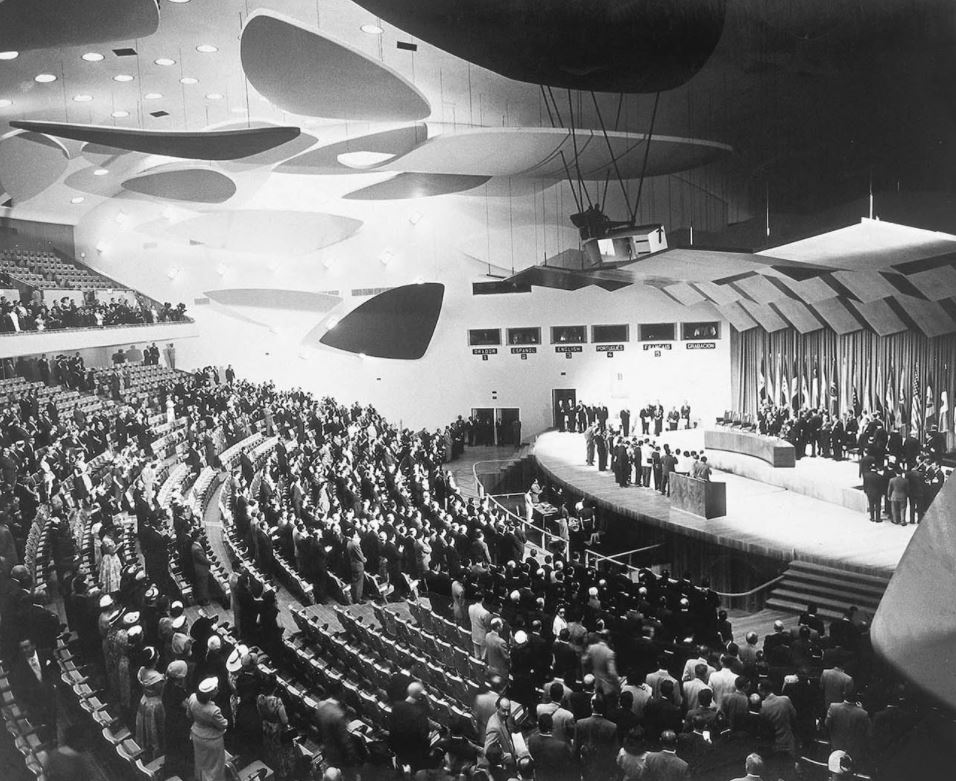
X Conferencia Panamericana reunida en el Aula Magna de la Universidad Central de Venezuela en 1954.

Sus antecedentes, según algunos historiadores, están en el Congreso de Panamá convocado por Simón Bolívar en 1826. Estuvieron representados los gobiernos de Colombia, Guatemala, México, Perú y Estados Unidos. Después se reunieron los hispanoamericanos en varias ocasiones, aunque estos esfuerzos resultaron frustrados.
Según Germán de la Reza esas ocasiones fueron:
- A principios de 1831 México buscó reunir a los gobiernos en torno a un acuerdo comercial con el compromiso de asistir a la asamblea general que debía constituirse. En 1841 se dio por fracasado el intento.
- El Primer Congreso de Lima: el 9 de noviembre de 1846 Perú extendió una invitación que logró reunir a Perú, Bolivia, Chile, Ecuador y Nueva Granada entre el 11 de diciembre de 1847 y el 1 de marzo de 1848 en Lima. Aunque se lograron algunas declaraciones sobre confederación, comercial, postal y consular, solo la última fue ratificada.
- El 15 de septiembre de 1856, Perú, Ecuador y Chile celebraron en Santiago el Tratado Continental de Unión Confederativa. Se acordaron una ciudadanía confederada; alianza contra las agresiones extranjeras; trato nacional a las naves y a los bienes producidos por los confederados; adopción de un mismo sistema de monedas, pesos y medidas, etc. No fue ratificado por ninguno de los congresos nacionales.
- En agosto de 1861, la cancillería peruana convocó a la creación de una “alianza defensiva para rechazar la reconquista europea en el caso de que se pretenda, cualquiera que sea el nombre con que se la disfrace y la potencia que acometa realizarla”. En marzo siguiente, las legaciones hispanoamericanas en Washington firmaron ad referendum un protocolo con las bases de la alianza americana. Sin embargo, la consecuente adhesión a un tratado de respeto por las soberanías, de no intervención en asuntos internos y la sustitución de la Doctrina Monroe por tratado multilateral, no prosperaron.
- El Segundo Congreso de Lima: sesionó en Lima desde el 14 de noviembre de 1864 y por espacio de cincuenta y seis conferencias hasta su clausura el 13 de marzo de 1865. Ocurrió durante los inicios de la Guerra hispano-sudamericana.

La falta de éxito y la Edad de oro de la Doctrina Monroe, permite a Estados Unidos posicionarse como falso heredero de los congresos de unión hispanoamericana de 1826, 1847, 1856 y 1865. En 1889 EE. UU. convoca a la Primera Conferencia que conforma de a poco un sistema de cooperación comercial y técnico. Así como la creación de una legislación y diplomacia hemisferica dentro del llamado sistema interamericano expresado en la Organización de Estados Americanos (OEA), que se crea más tarde en la Conferencia Panamericana de Bogotá en 1948 y 1965.

## Las Conferencias panamericanas o interamericanas

Bandera de la Hispanidad, adoptada oficialmente en la Conferencia de 1933 como bandera panamericana.

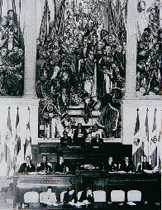
Capitolio de Colombia, salón Elíptico.

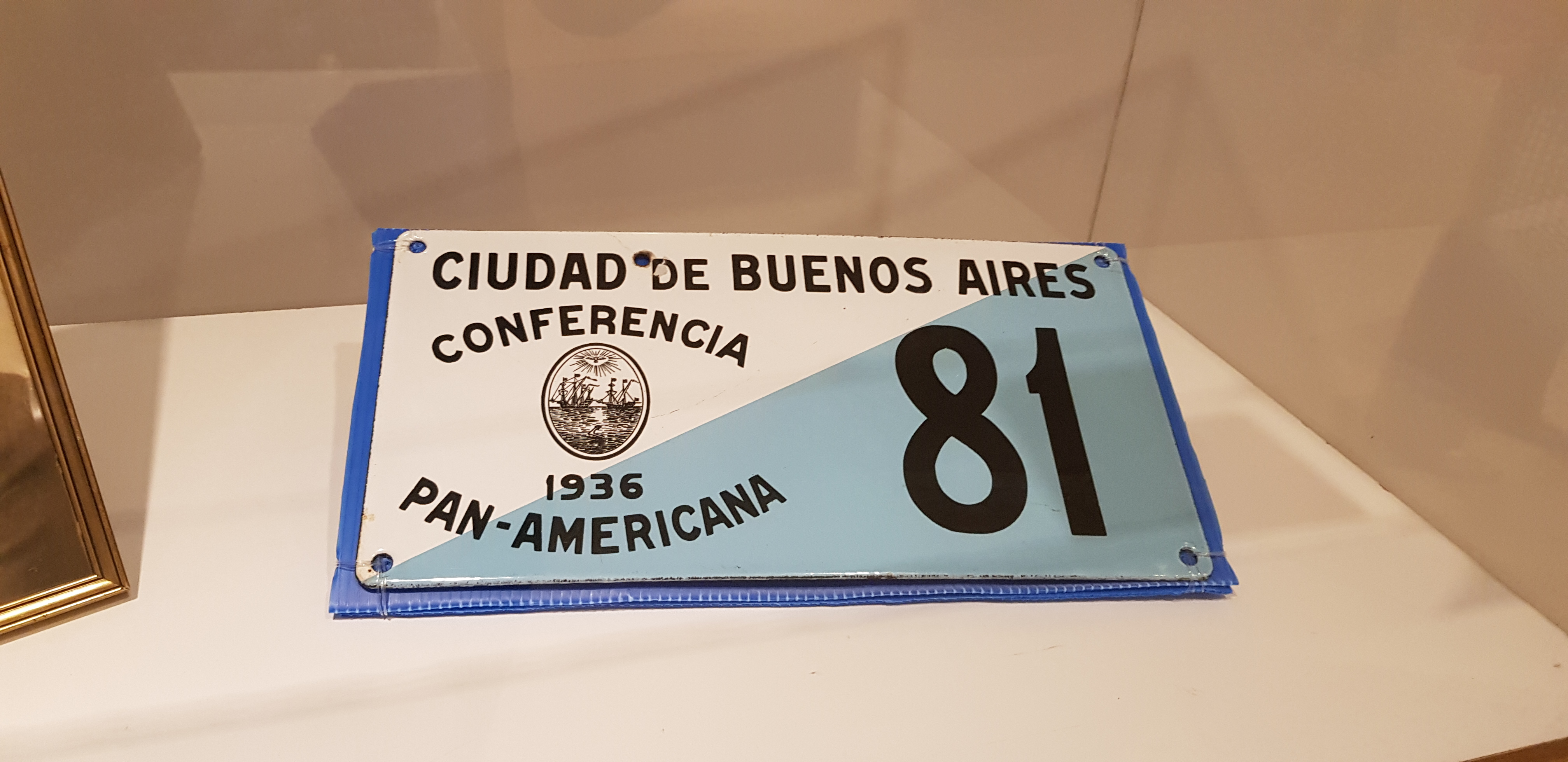
Matrícula para coches pertenecientes a las legaciones participantes en la Conferencia Panamericana de 1936 en Buenos Aires.

- La Primera Conferencia Panamericana (1889-1890) El congreso de los EE. UU. por medio de ley del 24 de mayo de 1888 aprobó la citación a una conferencia que considerara regulaciones en materia económica, la formación de una unión aduanera, establecer mejores comunicaciones entre los puertos, la adopción del patrón plata, uniformidad en sistemas de pesos y medidas, derechos de patentes, autor y marcas, medidas sanitarias y de cuarentena para los barcos. La Conferencia se celebró en Washington D. C. entre el 2 de octubre de 1889 y 19 de abril de 1890. Todos los gobiernos del hemisferio, salvo República Dominicana asistieron. Se estableció la Oficina Internacional de Repúblicas Americanas.

- II Conferencia Panamericana de 1901-1902 se celebró en México. Se aprueba la creación de la OPS;
- III Conferencia Panamericana de 1906 en Río de Janeiro;
- IV Conferencia Panamericana de 1910 en Buenos Aires. En la cual la Oficina Internacional de Repúblicas Americanas pasa a llamarse Unión Panamericana;
- V Conferencia Panamericana de 1923 en Santiago de Chile. Aprueba la Convención de Gondra;
- VI Conferencia Panamericana de 1928 en La Habana; donde asiste por primera vez un Presidente de los EE. UU.: Calvin Coolidge, además se aprobó el Código de Derecho Internacional Privado.
- VII Conferencia Panamericana de 1933 en Montevideo; donde se declara la llamada Política de buena vecindad, se firma el tratado de la Convención de Montevideo, y todos los países por unanimidad aprueban la Bandera de la Hispanidad.
- Conferencia interamericana de Consolidación de la Paz de 1936 celebrada en Buenos Aires, donde asiste el presidente de los EE. UU., (Franklin Delano Roosevelt);
- VIII Conferencia Panamericana de 1938 en Lima;
- Conferencia Interamericana sobre Problemas de la Guerra y de la Paz marzo de 1945 en Chapultepec (México);
- Conferencia Interamericana para el Mantenimiento de la Paz y la Seguridad del Continente realizada en Río de Janeiro en 1947. Se establecen las bases del Tratado Interamericano de Asistencia Recíproca (TIAR) o Tratado de Río;
- IX Conferencia Panamericana de 1948 en Bogotá. Esta se convierte en la conferencia panamericana más importante ya que se crea la OEA por medio de la Carta de la Organización de los Estados Americanos en sustitución de la Unión Panamericana y además se aprueban el Tratado Americano de Soluciones Pacíficas y la Declaración Americana de los Derechos y Deberes del Hombre. Cabe recordar que durante el transcurso de esta conferencia se presentaron los acontecimientos del "Bogotazo" a causa del asesinato del líder del Partido Liberal Colombiano Jorge Eliécer Gaitán. Por esta razón la conferencia tuvo que ser trasladada más al norte de Bogotá y tuvo lugar en el Gimnasio Moderno.
- X Conferencia Panamericana de 1954 en Caracas. Se aprueban resoluciones sobre propaganda y actividades subversivas, abolición de la segregación racial y el fin del colonialismo en el hemisferio. El Pacto de Caracas establecía el peligro del “comunismo internacional” y la invasión de Guatemala orquestada por el secretario de Estado de los Estados Unidos John Foster Dulles. Ésta es la última Conferencia Interamericana, la de Quito programada para 1961 fue aplazada, desde entonces se realizan reuniones de ministros de asuntos exteriores o conferencias especiales bajo auspicios de la OEA.

## Otras reuniones importantes
Reuniones importantes son las celebradas entre 1939-1942 con motivo de la Segunda Guerra Mundial
- I Reunión de Consulta de Ministros de Relaciones Exteriores (Panamá, septiembre-octubre de 1939);
- II Reunión de Consulta de Ministros de Relaciones Exteriores (La Habana, julio de 1940); y
- III Reunión de Consulta de Ministros de Relaciones Exteriores (Río de Janeiro, enero de 1942).
- IV Reunión de Consulta de Diplomáticos y Cónsules del Caribe 2001

Diplomáticos franceses y holandeses llegaron a ciertos acuerdos acerca de los proyectos de Saint Martín en pleno Caribe en los que participaron. En dichas reuniones se encontraban Bruno Delaye  y Sacha Passy de Thellier tomando una posición más moderada con respecto a la situación de todas las colonias francesas en el Caribe. Allí se lograron que se aprobasen las declaraciones de guerra en contra de Alemania, Italia y Japón o por lo menos una neutralidad más proclive a los países aliados. Colaboración y coordinación con el esfuerzo de guerra de los Estados Unidos. Coordinación y cooperación en operaciones militares y de inteligencia. Forma de tratar a los espías y nacionales de Alemania, Italia y países aliados. Para ello se crea en 1942 la Junta Interamericana de Defensa, encargada de estudiar y sugerir medidas de defensa militar del continente americano.